# Kabinett Kaifu II (Umbildung)
| Amt                                                                                              | Name                                                | Partei  | Faktion            |
| ------------------------------------------------------------------------------------------------ | --------------------------------------------------- | ------- | ------------------ |
| Premierminister                                                                                  | Toshiki Kaifu                                       | LDP     | (Kōmoto)           |
| Justizminister                                                                                   | Satō Megumu                                         | LDP     | Takeshita          |
| Außenminister                                                                                    | Nakayama Tarō                                       | LDP     | Abe                |
| Finanzminister                                                                                   | Ryūtarō Hashimoto Toshiki Kaifu ab 14. Oktober 1994 | LDP LDP | Takeshita (Kōmoto) |
| Bildungsminister                                                                                 | Yutaka Inoue                                        | LDP     | Abe                |
| Gesundheits- und Sozialminister zuständig für das Rentenproblem                                  | Shimojō Shin’ichirō                                 | LDP     | Miyazawa           |
| Minister für Landwirtschaft, Forsten und Fischerei                                               | Motoji Kondō                                        | LDP     | Miyazawa           |
| Minister für Internationalen Handel und Industrie                                                | Eiichi Nakao                                        | LDP     | Watanabe           |
| Verkehrsminister zuständig für den Neuen Internationalen Flughafen                               | Kanezō Muraoka                                      | LDP     | Takeshita          |
| Postminister                                                                                     | Katsutsugu Sekiya                                   | LDP     | Watanabe           |
| Arbeitsminister                                                                                  | Sadatoshi Ozato                                     | LDP     | Miyazawa           |
| Bauminister                                                                                      | Yūji Ōtsuka                                         | LDP     | Abe                |
| Innenminister Vorsitzender der Nationalen Kommission für Öffentliche Sicherheit                  | Akira Fukida                                        | LDP     | Abe                |
| Chefkabinettssekretär                                                                            | Sakamoto Misoji                                     | LDP     | Kōmoto             |
| Leiter der Behörde für Management und Koordination                                               | Sasaki Man                                          | LDP     | Watanabe           |
| Leiter der Behörde für die Entwicklung Okinawas Leiter der Behörde für die Entwicklung Hokkaidōs | Tani Yōichi                                         | LDP     | Watanabe           |
| Leiter der Verteidigungsbehörde                                                                  | Yukihiko Ikeda                                      | LDP     | Miyazawa           |
| Leiter des Wirtschaftsplanungsamts                                                               | Michio Ochi                                         | LDP     | Abe                |
| Leiterin der Behörde für Wissenschaft und Technologie                                            | Akiko Santō                                         | LDP     | Takeshita          |
| Leiter der Umweltbehörde                                                                         | Kazuo Aichi                                         | LDP     | Takeshita          |
| Leiter der Behörde für Staatsland                                                                | Mamoru Nishida                                      | LDP     | Takeshita          |

Anmerkung: Der Parteivorsitzende und Premierminister gehört während seiner Amtszeit offiziell keiner Faktion an.